# Cantó de Lodes
El cantó de Lodes és un cantó francès del departament de l'Alt Loira, situat al districte de Lo Puèi de Velai. Té 9 municipis i el cap és Lodes.

## Municipis
- Chaspuzac
- Lodes
- Saint-Jean-de-Nay
- Saint-Privat-d'Allier
- Saint-Vidal
- Sanssac-l'Église
- Vazeilles-Limandre
- Vergezac
- Lo Vernet

## Història
| Data d'elecció                           | Identitat      | Partit                    | Qualitat |
| ---------------------------------------- | -------------- | ------------------------- | -------- |
| 1961-1979                                | M. Chambon     | UDR, després RPR          |          |
| 1979-                                    | Michel Joubert | Divers droite, després NC |          |
| les dades anteriors no són pas conegudes |                |                           |          |
|                                          |                |                           |          |